# 나이티 나이트 벅스
나이티 나이트 벅스(Knighty Knight Bugs)는 미국에서 제작된 프리즈 프리렝 감독의 1958년 애니메이션 영화이다. 멜 블랭크 등이 주연으로 출연하였고 존 W. 버튼 등이 제작에 참여하였다.

## 출연

### 주연
- 멜 블랭크